# Давид Шајин
Давид Шајин (Осијек, 8. фебруар 1988) хрватски веслачки репрезентативац, освајач сребрне олимпијске медаље и светски првак у четверац скулу и вишеструки национални првак. Члан је веслачког клуба Икрус из Осијека. Тренери су му Бранимир Штајнер, Драгутин Милинковић и Никола Бралић.
Шајинова веслачка каријера почела је 2003. године. Прво велико такмичење било је Светско јуниорско првенство 2006. где је освојио 2 место као члан посаде четверац скула. Били су секунду спорији од немачког чамца. На У-23 Светском првенству 2007, у дубл скулу са Валентом Синковићен били су четврти.
У првој регати Светског купа 2009. на језеру Бањолес са Дамиром Мартин у дубл скулу осваја четврто место. У другој регати Светског купа у Минхену две хрватске посаде дубл скула чине четверац и побеђују. Од тада до Летњих олимпијских игара 2012. четврерац скул весла у саставу: Давид Шајин, Мартин Синковић, Дамир Мартин и Валент Синковић. Победили су и на У-23 Светском првенству, а на Светском првенству у веслању 2009, у Познању су били четврти.
Са четверац скулом у 2010. освојио је све три регате Светског купа, победио на У-23 Светском првенству и Светском првенству на Новом Зеланду. Једини „кикс“ је био на Европском првенству када су били други.
Четверац скул је у 2011. у Светском купу заузео 2, 1 и 5. место, а на Светском првенству оссвојио је бронзану медаљу.
Све три трке Светског купа 2012. је добио, а на Летњим олимпијским играма 2012. у Лондону освојио је сребрну медаљу иза немачког чамца.